# Neo Software
Die Neo Software Produktions GmbH, von 2003 bis 2006 Rockstar Productions GmbH (d/b/a Rockstar Vienna), war von 1993 bis zur endgültigen Auflösung im Jahr 2006 neben Max Design eines der erfolgreichsten und bekanntesten österreichischen Entwicklungsstudios für Computerspiele.

## Geschichte
Neo Software wurde 1993 in Hirtenberg, Niederösterreich, von Niki Laber, Hannes Seifert und Peter Baustädter als neo Software Produktions GmbH gegründet. Das erste Projekt des damals noch kleinen Teams war das erfolgreiche Spiel „Whale’s Voyage“, das noch im selben Jahr erschien. 1994 veröffentlichte neo Software den Titel „Der Clou!“, 1995 den Sidescrolling-Shooter „Prototype“ und den Nachfolger des ersten Projekts als „Whale's Voyage II: Die Übermacht“. 1998 veröffentlichte das Unternehmen ein Spiel mit vorgerenderter 3D-Grafik, „Rent-A-Hero“, welches sich jedoch nur lokal in Deutschland und Österreich gut verkaufte.
Einen großen Erfolg konnte neo Software 1999 mit dem Spiel „Die Völker“ verbuchen, das international fast eine Million Stück verkaufte. Als Publisher für „Die Völker“ agierte JoWooD. Der Nachfolger, „Die Völker II“, der 2001 erschien, wurde jedoch nicht mehr von neo Software, sondern von JoWooD selbst entwickelt. 
2000 wurde das Studio Teil der ‚gameplay‘-Gruppe und begann mit der Entwicklung der Spiele „Der Clou! 2“ und „Online Pirates“. Anfang 2001 wurde dann das Sequel zu „Der Clou!“ veröffentlicht. 

### Als Rockstar Vienna

Logo von Rockstar Vienna

Noch im Jahr 2001 wurde neo Software vom amerikanischen Publisher Take 2 Interactive übernommen. neo entwickelte fortan keine eigenen Projekte mehr, sondern meist Auftragsarbeiten oder Portierungen für Take 2 bzw. deren Tochterfirma Rockstar Games. In der Folge war neo unter anderem für die Xbox-Version von „Max Payne“ verantwortlich. Zwei Jahre später, zum zehnten Geburtstag von neo im Jahr 2003, wurde das Studio in ‚Rockstar Vienna‘ umbenannt, was das Ende des Namens ‚neo Software‘ darstellte.
In der folgenden Zeit entwickelte das Studio, nun als Rockstar Vienna, unter anderem die Xbox-Versionen von „GTA III“ und „GTA: Vice City“ und die Xbox- und PS2-Version von „Max Payne 2: The Fall of Max Payne“.
Das Studio wurde am 11. Mai 2006 überraschend geschlossen. Die 97 Angestellten standen, laut eigenen Aussagen, am Morgen dieses Tages vor ausgetauschten Schlössern und konnten ihre Büros nicht mehr betreten.

### Als Deep Silver Vienna
Die ehemaligen Rockstar-Vienna-Mitarbeiter, unter ihnen auch die beiden Unternehmensgründer Hannes Seifert und Niki Laber, machten sich daraufhin mit dem neuen Studio ‚Games That Matter‘ wieder selbstständig und übernahmen einen Teil der alten Belegschaft. Rechtlich hatte dieses Studio jedoch keine Verbindungen mehr zu neo Software, dennoch arbeitete dort ein großer Teil der ehemaligen Angestellten. Der deutsche Publisher Deep Silver (eine Division von Koch Media) übernahm nur kurze Zeit darauf selbiges Studio und benannte es in Deep Silver Vienna um. Anfang 2010, kurz nach der Veröffentlichung des ersten eigenen Titels, „Cursed Mountain“, wurde Deep Silver Vienna jedoch ebenfalls geschlossen. Koch Media gab an, alle Entwicklungskapazitäten in der Zentrale im Münchner Vorort Planegg zusammenführen zu wollen, der in Entwicklung befindliche Titel „Ride To Hell“ sollte dort fertiggestellt werden.

## Bekannte Spiele (Auswahl)
- Whale’s Voyage (1993)
- Der Clou! (1994)
- Prototype (1995)
- Whale's Voyage II: Die Übermacht (1995)
- Rent-A-Hero (1998)
- Die Völker (1999)
- Der Clou! 2 (2001)
- Grand Theft Auto: Vice City (2003, Xbox-Version)

Weitere Spiele von Neo Software sind auf dem Spieleverzeichnis MobyGames unter dem letzten Firmennamen Rockstar Vienna zu finden.